# Perizoma lineata
Perizoma lineata là một loài bướm đêm trong họ Geometridae.